# Hvornår var det nu det var? (radioprogram)
 For alternative betydninger, se Hvornår var det nu det var?. (Se også artikler, som begynder med Hvornår var det nu det var?)
"Hvornår var det nu det var?" var et dansk radioprogram som blev sendt på Danmarks Radio fra 1968. Det var en quiz hvor to deltagerne ad gangen blev præsenteret for en række oplysninger fra et bestemt årstal som de skulle gætte. Den deltager som klarede sig bedst, fik en pengepræmie og gik videre til næste runde.
Programmet blev skabt af Arne Myggen og Claus Walter og blev sendt første gang 7. januar 1968. Det blev en stor succes med over 2 millioner lyttere hver søndag og torsdag. "Hvornår var det nu det var?" bidrog til at gøre dets to første værter, Claus Walter og Arne Myggen, til kendte og populære navne.
Senere var Jørn Hjorting vært, mens årstalfaktaene blev oplæst af Lars E. Christiansen.
I 1992 blev konceptet overført til et tv-program med samme navn.